# Simojoki
Simojoki – rzeka na północy Finlandii. Wypływa z jeziora Simojärvi w gminie Ranua, a uchodzi do Zatoki Botnickiej w okolicach Simo. Jest dziesiątą pod względem długości rzeką w Finlandii, a jej długość wynosi 192 km. 

## Fauna
Rzeka jest siedliskiem łososia, pstrąga, siei i minoga. Rocznie odławia się w niej 10 000 sztuk łososia, a liczba osobników wzrosła w 2010 o 1000 sztuk. Rocznie łowi tu 2000 wędkarzy.

## Wpływ człowieka
W latach 40-50. rzekę oczyszczono dla ułatwienia spławu drewna, co zmieniło jej biologię i zredukowało liczbę żyjących w niej gatunków. Rzeka jest objęta programem Natura 2000, a celem jest przywrócenie dawnej równowagi ekologicznej.